# Епархия Утакамунда
Епархия Утакамунда (лат. Dioecesis Ootacamundensis) — епархия Римско-Католической церкви c центром в городе Ути, Индия. Епархия Утакамунда входит в митрополию Мадраса и Мелапора. Кафедральным собором епархии Утакамунда является церковь Святейшего Сердца Иисуса.

## История
3 июля 1955 года Римский папа Пий XII издал буллу Nuntiatur in psalmis, которой учредил епархию Утакамунда, выделив её из епархии Майсура.

## Ординарии епархии
- епископ Антоний Падияра (3.07.1955 — 14.06.1970) — назначен архиепископом Чанганачерри;
- епископ Паккиам Арокиасвами (16.01.1971 — 6.12.1971) — назначен архиепископом Бангалора;
- епископ James Masilamony Arul Das (21.12.1973 — 11.05.1994) — назначен архиепископом Мадраса и Мелапора;
- епископ Антоний Анандараяр (2.01.1997 — 10.06.2004) — назначен архиепископом Пудучерри и Куддалора;
- епископ Арулаппан Амалрай (30.06.2006 — по настоящее время).

## Источник
- Annuario Pontificio, Ватикан, 2007
- Булла Nuntiatur in psalmis, AAS 47 (1955), стр. 801 (лат.)